# Batrachomimus
Batrachomimus — це вимерлий рід крокодилоподібних неозухії, відомий з пізньої юрської формації Пастос Бонс на північному сході Бразилії. Він містить один вид, Batrachomimus pastosbonensis. Відомий з майже повного черепа, остеодерм і кісток кінцівок. Batrachomimus належить до родини Paralligatoridae і передує всім іншим членам родини та його найближчій сестринській групі Eusuchia на 30 мільйонів років. 
Довжина черепа становить близько 20 см, що означає загальну довжину тіла близько 1 метра. Батрахомім має вузьку морду з хвилястими краями навколо зубів. Він унікальний тим, що має гладку ділянку кістки на верхній щелепі, біля задньої частини морди; більшість крокодилоподібних мають велику виїмку, яка покриває всю верхню поверхню черепа, включаючи всю верхню щелепу. Іншою унікальною особливістю або аутапоморфією Batrachomimus є форма пісочного годинника його хоан, які є двома отворами на нижній стороні черепа, які є отворами для носових ходів..